# Communauté de communes du Val de Vienne
Pour les articles homonymes, voir Val de Vienne.
La communauté de communes du Val de Vienne est une communauté de communes française, située dans le département de la Haute-Vienne, en région Nouvelle-Aquitaine.

## Histoire
La communauté de communes du Val de Vienne est créée le 18 décembre 2000.

## Territoire communautaire

### Géographie
Située au centre-ouest  du département de la Haute-Vienne, la communauté de communes du Val de Vienne regroupe 9 communes et présente une superficie de 157,3 km2.

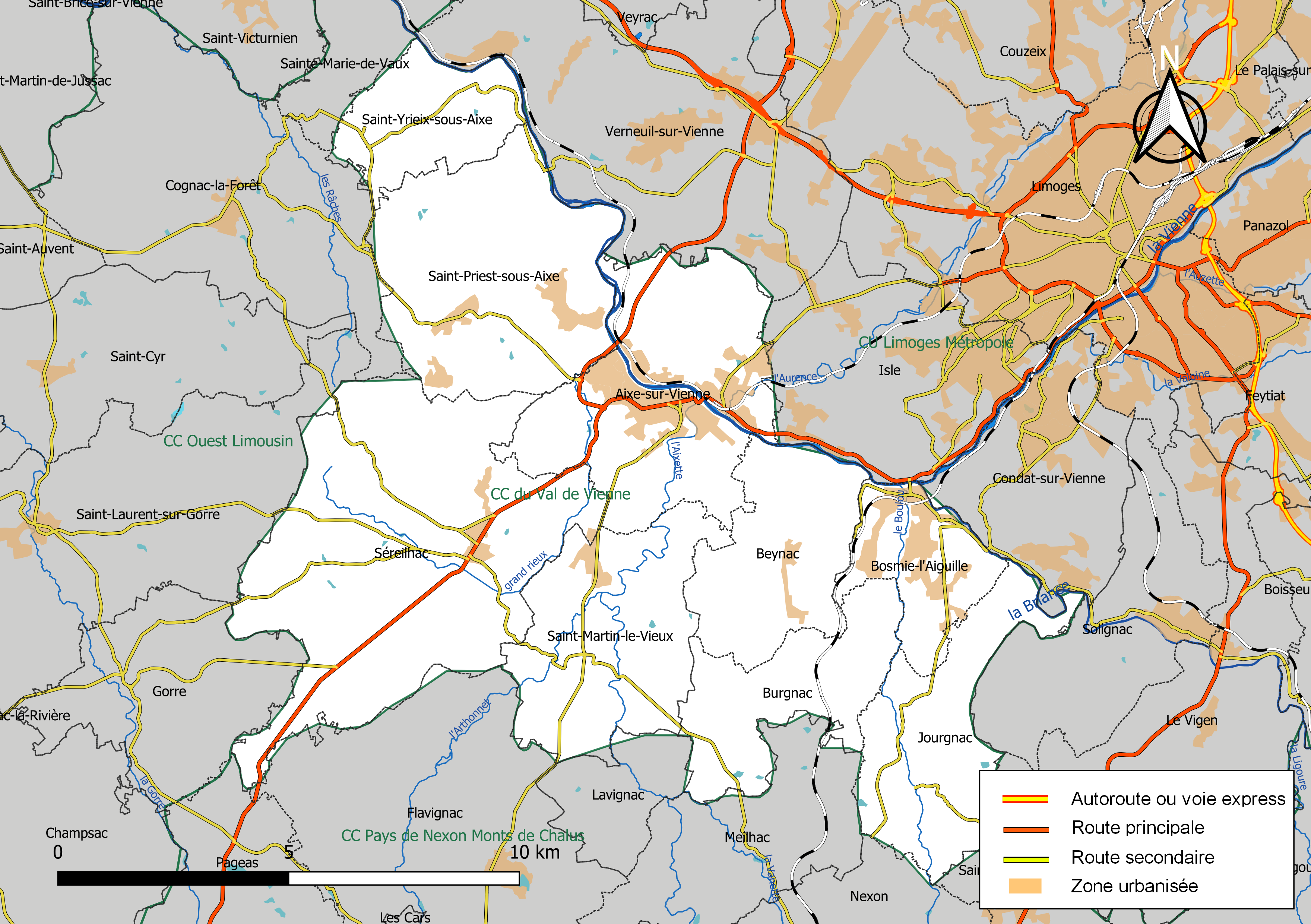
Carte de la communauté de communes du Val de Vienne au 1er janvier 2019.

### Composition

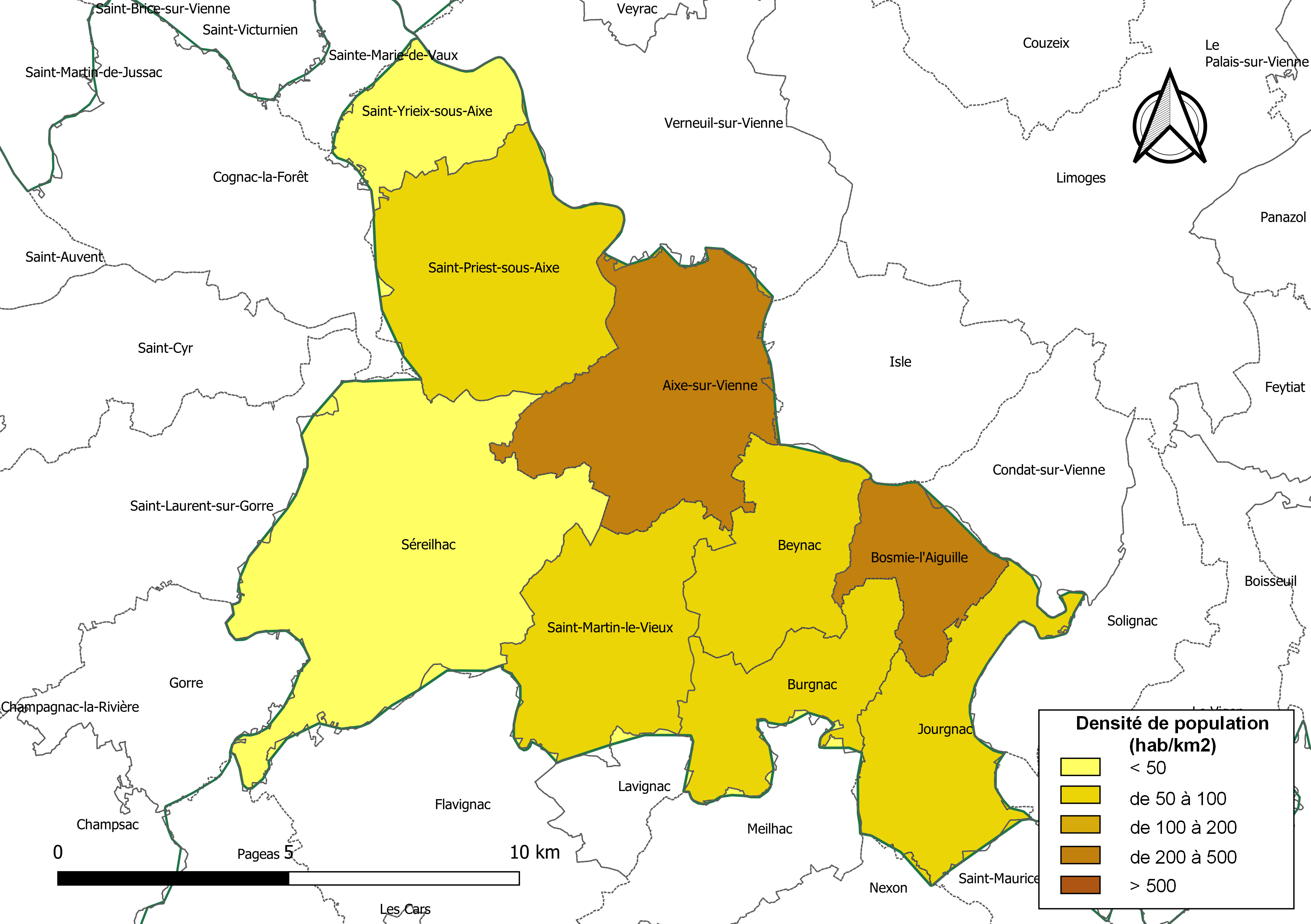
Carte des densités de population (millésimée 2016) des communes de la communauté de communes du Val de Vienne. Composition en communes au 1er janvier 2019.

La communauté de communes est composée des 9 communes suivantes :

| Nom                     | Code Insee | Gentilé          | Superficie (km2) | Population (dernière pop. légale) | Densité (hab./km2) |
| ----------------------- | ---------- | ---------------- | ---------------- | --------------------------------- | ------------------ |
| Aixe-sur-Vienne (siège) | 87001      | Aixois           | 22,85            | 5 860 (2022)                      | 256                |
| Beynac                  | 87015      | Beynacois        | 12,57            | 727 (2022)                        | 58                 |
| Bosmie-l'Aiguille       | 87021      | Bosmiauds        | 8,01             | 2 620 (2022)                      | 327                |
| Burgnac                 | 87025      | Burgnacois       | 11,5             | 858 (2022)                        | 75                 |
| Jourgnac                | 87081      | Jourgnacois      | 14,39            | 1 112 (2022)                      | 77                 |
| Saint-Martin-le-Vieux   | 87166      | Saint-Martiniens | 17,49            | 878 (2022)                        | 50                 |
| Saint-Priest-sous-Aixe  | 87177      |                  | 23,15            | 1 764 (2022)                      | 76                 |
| Saint-Yrieix-sous-Aixe  | 87188      |                  | 8,73             | 441 (2022)                        | 51                 |
| Séreilhac               | 87191      | Séreilhacois     | 38,63            | 2 045 (2022)                      | 53                 |

### Démographie
| 1968  | 1975   | 1982   | 1990   | 1999   | 2010   | 2015   | 2021   |
| ----- | ------ | ------ | ------ | ------ | ------ | ------ | ------ |
| 9 473 | 10 208 | 12 107 | 13 168 | 13 580 | 14 949 | 15 947 | 16 282 |

## Administration

### Siège
Le siège de la communauté de communes est à Aixe-sur-Vienne, 24 avenue du Président Wilson.

### Conseil communautaire
Les 33 conseillers titulaires sont ainsi répartis selon le droit commun comme suit :
| Nombre de conseillers | Communes                                         |
| --------------------- | ------------------------------------------------ |
| 12                    | Aixe-sur-Vienne                                  |
| 5                     | Bosmie-l'Aiguille                                |
| 4                     | Séreilhac                                        |
| 3                     | Saint-Priest-sous-Aixe                           |
| 2                     | Beynac, Burgnac, Jourgnac, Saint-Martin-le-Vieux |
| 1                     | Saint-Yrieix-sous-Aixe                           |

### Élus
La communauté de communes est administrée par son conseil communautaire constitué en 2020 de 33 conseillers communautaires, qui sont des conseillers municipaux représentant chacune des communes membres.
À la suite des élections municipales de 2020 dans la Haute-Vienne, le conseil communautaire du 4 juin 2020 a réélu son président, Philippe Barry, maire de Saint-Priest-sous-Aixe, ainsi que ses 9 vice-présidents. Depuis cette date, la liste des vice-présidents est la suivante :
|     | Attributions                                      | Identité          | Qualité                                     |
| --- | ------------------------------------------------- | ----------------- | ------------------------------------------- |
| 1er | Assainissement et sports                          | René Arnaud       | Maire d'Aixe-sur-Vienne                     |
| 2e  | Enfance et jeunesse                               | Sophie Bazo       | Conseillère municipale de Bosmie-l'Aiguille |
| 3e  | Urbanisme et aménagement du territoire            | Sylvie Achard     | Maire de Saint-Martin-le-Vieux              |
| 4e  | Environnement et déchets                          | Alain Gehrig      | Adjoint au maire de Séreilhac               |
| 5e  | Solidarité, santé, communication et mutualisation | Gérard Kauwache   | Maire de Saint-Yrieix-sous-Aixe             |
| 6e  | Finances et budget                                | Philippe Trampont | Adjoint au maire de Beynac                  |
| 7e  | Équipements, travaux et services techniques       | Alain Maurin      | Conseiller municipal de Jourgnac            |
| 8e  | Numérique et nouvelles technologies               | Thierry Godmé     | Adjoint au maire de Burgnac                 |
| 9e  | Développement économique et tourisme              | Serge Meyer       | Conseiller municipal d'Aixe-sur-Vienne      |

Ensemble, ils forment le bureau communautaire pour la période 2020-2026.

### Liste des présidents
| Période       | Période    | Identité        | Étiquette   | Qualité |
| ------------- | ---------- | --------------- | ----------- | --- |
| décembre 2000 | avril 2014 | Daniel Nouaille | PS puis DVG | Maire d'Aixe-sur-Vienne (1977 → 2014) Conseiller régional du Limousin (? → 2010)                                                            |
| avril 2014    | En cours   | Philippe Barry  | PS          | Maire de Saint-Priest-sous-Aixe (2001 → 2015 et → 2020) Conseiller départemental d'Aixe-sur-Vienne (2015 → ) Réélu pour le mandat 2020-2026 |